# Blati Touré
Ibrahim Blati Touré (sinh ngày 4 tháng 8 năm 1994) là một cầu thủ bóng đá người Burkina Faso gốc Bờ Biển Ngà thi đấu ở vị trí tiền vệ cho Córdoba.
Touré được triệu tập vào Đội tuyển bóng đá quốc gia Burkina Faso tham dự Cúp bóng đá châu Phi 2017. Touré ra mắt cho Burkina Faso trong trận thắng giao hữu 2-1 trước Mali.